# Laisaure
Laisaure är en sjö i Arjeplogs kommun i Lappland och ingår i Skellefteälvens huvudavrinningsområde. Sjön är 66 meter djup, har en yta på 2,95 kvadratkilometer och är belägen 440 meter över havet. Sjön avvattnas av vattendraget Laisaurbäcken.

## Delavrinningsområde
Laisaure ingår i det delavrinningsområde (735119-156597) som SMHI kallar för Utloppet av Laisaure. Medelhöjden är 454 meter över havet och ytan är 8,95 kvadratkilometer. Det finns inga avrinningsområden uppströms utan avrinningsområdet är högsta punkten. Laisaurbäcken som avvattnar avrinningsområdet har biflödesordning 2, vilket innebär att vattnet flödar genom totalt 2 vattendrag innan det når havet efter 299 kilometer. Avrinningsområdet består mestadels av skog (41 procent) och sankmarker (26 procent). Avrinningsområdet har 2,96 kvadratkilometer vattenytor vilket ger det en sjöprocent på 33 procent.